# Табунська сільська рада
Табу́нська сільська рада (рос. Табунский сельский совет) — сільське поселення у складі Табунського району Алтайського краю Росії.
Адміністративний центр — село Табуни.

## Населення
Населення — 4298 осіб (2019; 4576 в 2010, 4878 у 2002).

## Склад
До складу сільської ради входять:
| Населений пункт       | Населення, осіб (2002) | Населення, осіб (2010) |
| --------------------- | ---------------------- | ---------------------- |
| Забавне, село         | 321                    | 220                    |
| Новосовхозний, селище | 2                      | 3                      |
| Самбор, село          | 330                    | 265                    |
| Табуни, село          | 3981                   | 3876                   |
| Удальне, село         | 239                    | 210                    |
| Ямбор, село           | 5                      | 2                      |